# 馬尼拉經濟文化辦事處
馬尼拉經濟文化辦事處（英語：Manila Economic and Cultural Office，MECO），又稱菲律賓駐臺代表處（Philippine Representative Office in Taiwan），為菲律賓派駐於臺灣的實質大使館。
菲律賓因為與中華人民共和國政府有外交關係，因此在1975年與中華民國政府斷交後，通過此類代表處和臺灣保持政治、經濟、貿易和文化等關係。代表處總部設在菲律賓马卡蒂，在臺北市設有本部，為實質大使館，另在高雄市和臺中市設有兩個分處，为实质领事馆。

## 外部連結
- 馬尼拉經濟文化辦事處 （页面存档备份，存于）